# Віллем Калф
Віллем Калф (нід. Willem Kalf, 1619, Роттердам — 1693, Амстердам) — голландський художник XVII століття, майстер натюрмортів.

## Життєпис. Ранні роки

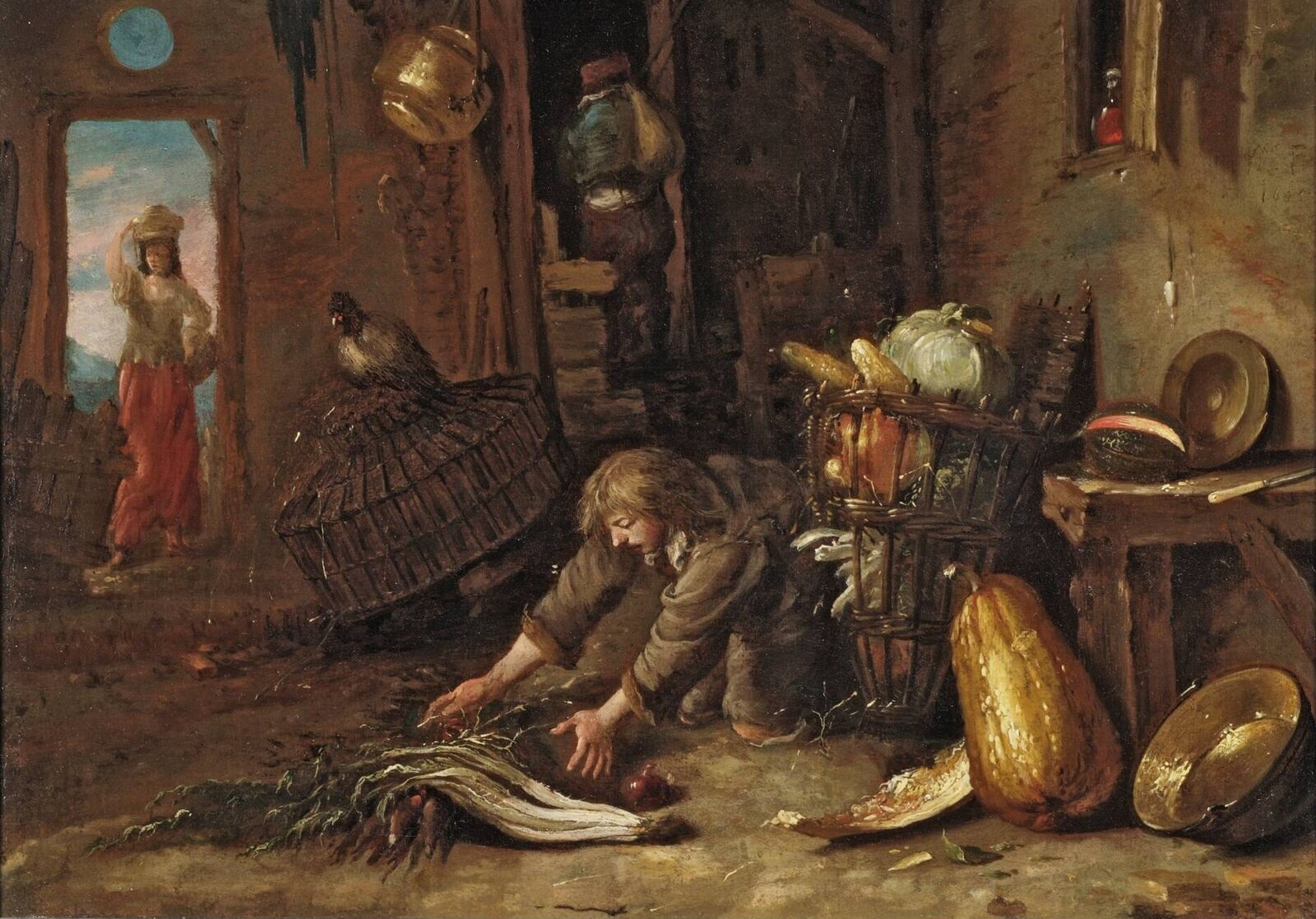
«Сільська ферма». 1645 р. Музей Бойманс ван Бенінген.

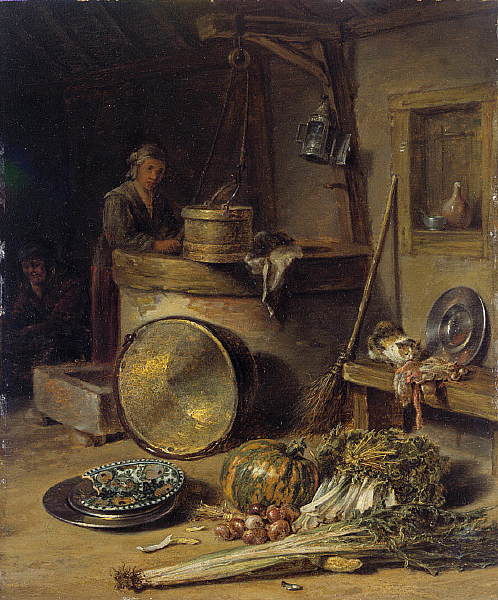
« Жінка біля колодязя», бл. 1643 р., Сент Луїс, Міссурі, США.

Майбутній художник народився в місті Роттердам в заможній родині торгівця сукном та міського посадовця Ради Роттердама. Він був шостою дитиною в родині. Батько помер, коли Віллему виповнилося шість років. Родина не знала злидів, хоча по смерті батька справи йшли не дуже добре.
Відомостей про художнє навчання юнака не збережено. Ймовірно, удова віддала сина в майстерню художника Гендріка Пота, що був родичем.
Мати Віллема померла у 1638 році. Приблизно з цього року він покинув Роттердам.

## Мандри
Молодий Віллем Калф перебрався в королівське місто Гаага, а згодом — у 1640 році в Париж. В початковий період творчості Віллем малював побутові сценки зі служницями та селянками на подвір'ї. Поряд часто зображав колодязь, діжу, посуд, овочі. Картини Калфа цього періоду — демократичні за сюжетами і персонажами("Дворик селянської хатки ", Ермітаж, Санкт-Петербург, «Жінка біля колодязя», бл. 1643 р., Сент Луїс, Міссурі, США). Подібні композиції відомі з творів Фламандських художників на кшталт Давида Тенірса молодшого чи голландця Пітера ван дер Боса. Але твори ван дер Боса прості, майже нудні, тоді як картини Віллема Калфа виконані з більшою мистецькою свободою. Не дивно, що вони користувались попитом і до майстра прийшла перша популярність в Парижі.

## Навернення до натюрмортів
Вже у паризький період художник почав орієнтуватись на смаки забезпечених верств населення. Він спеціалізувався на створенні натюрмортів, але не з квітами, а з коштовним посудом і рідкісними, екзотичними фруктами. В його картини прийшли коштовні арабські килими, срібний посуд, парадні скляні келихи. Мистецтво художника помітно втрачало демократичне спрямування і набувало рис аристократизму.
В цей період був створений і найбільший за розмірами натюрморт майстра з зображенням лицарських обладунків та зброї (два метри заввишки, музей де Tesse, Ле-Ман, Франція)

## Повернення на батьківщину
У 1646 році Віллем Калф повернувся на батьківщину, перебував у Роттердамі, Амстердамі, осів і місті Хорн. У 1651 році узяв шлюб з Корнелією Плав'ер, дочкою протестантського священика. У 1653 році подружжя перебралося до Амстердаму.

## Експертна діяльність
З 1663 року Віллем Кальф все більше скорочує створення нових картин і виступає як торговець творами мистецтва. Ще однією ланкою діяльності митця стане мистецька експертиза. Так, разом з іншими Кальф та Ян Вермер були експертами колекції картин нібито італійських майстрів, яку запропонували у 1672 році придбати «Великому курфюрсту» Фрідріху Вільгельму. Вердикт художників-експертів був невтішним для торговців — колекцію визнали нікчемною.
Голландські художники пильно слідкували один за одним. Існувала практика розгляду творів і неякісні картини відхилялися, а їх авторам забороняли їх продаж, переорієнтовуючи непрофесійних митців у інші ремісничі галузі. Їх також не приймали до гільдій художників.
Картинами у Голландії торгували як звичним товаром, але були й особливості. Художній ринок отримував як майстерно створені оригінали, так і роботи учнів художніх майстерень, сумісні твори майстра і учня, копії. Виникала потреба в експертних висновках. До експертиз залучали усіх відомих голландських майстрів. По закінченню експертизи давали письмове свідоцтво (сертифікат). Відомі експерти середини 17 століття — Рембрандт, Бартоломеус ван дер Гелст, Симон Люттіхейс, Філіпс Конінк, Ян Вермер, Віллем Калф. Останній мав добру пам'ять і його залучали до експертиз ще в 30-річному віці.

## Родина
Віллем Калф узяв шлюб у 32 роки з дочкою протестантського священика. Корнелія Плав'ер народить чотирьох дітей. Незважаючи на статки, не збережено жодних свідоцтв про власну домівку родини чи навіть землю під неї. Але відомо, що Віллем Калф був доброю людиною і допомагав колегам і порадами, і грошима, що вигідно відрізняло його в художньому середовищі. Художник помер у віці 74 роки в Амстердамі.

## Вибрані твори

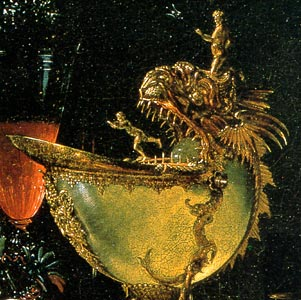
«Келих Наутілус та китайська порцеляна», 1662 р. Мадрид

- «Подвір'я ферми», Роттердам, Музей Бойманс ван Бенінген.
- «Жінка біля колодязя», бл. 1643 р., Художній музей (Сент-Луїс), Міссурі, США
- «Кухонний натюрморт», бл.1645 р.
- «Дворик селянської хатки», Ермітаж, Санкт-Петербург
- «Десерт», Ермітаж, Санкт-Петербург
- «Лицарські обладунків та зброя», музей де Tesse, Ле-Ман, Франція
- «Натюрморт з келихом-рогом». 1653 р. Національна галерея (Лондон)
- «Натюрморт з лимоном і келихами», 1653
- «Куточок кухні», Ермітаж, Санкт-Петербург
- «Натюрморт зі срібним глечиком», 1655—1660, Державний музей, Амстердам
- «Срібна чаша, скляні келихи і фрукти», 1658 р., Вальраф-Ріхартс музей, Кельн
- «Натюрморт з перламутровим келихом», Музей образотворчих мистецтв імені Пушкіна, Москва
- «Натюрморт з китайською вазою», 1560 р., Лувр
- «Китайська порцеляна і скляні келихи»,1662 р., Берлін
- «Китайська порцеляна і скляні келихи», 1662 р., Берлін
- «Келих Наутілус та китайська порцеляна», 1662 р., Музей Тиссена-Борнемісса, Мадрид

## Галерея

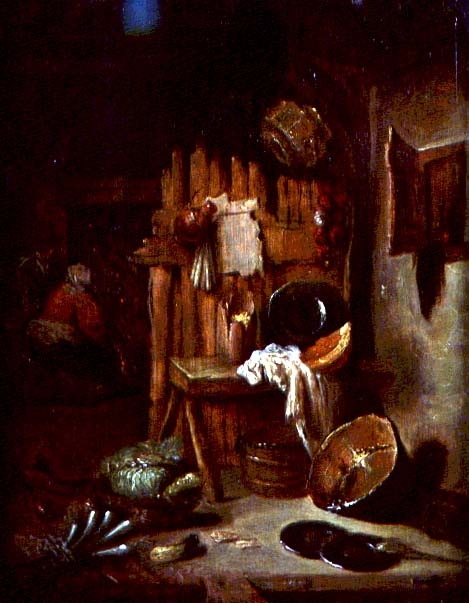
«Кухонний натюрморт», бл.1645 р.
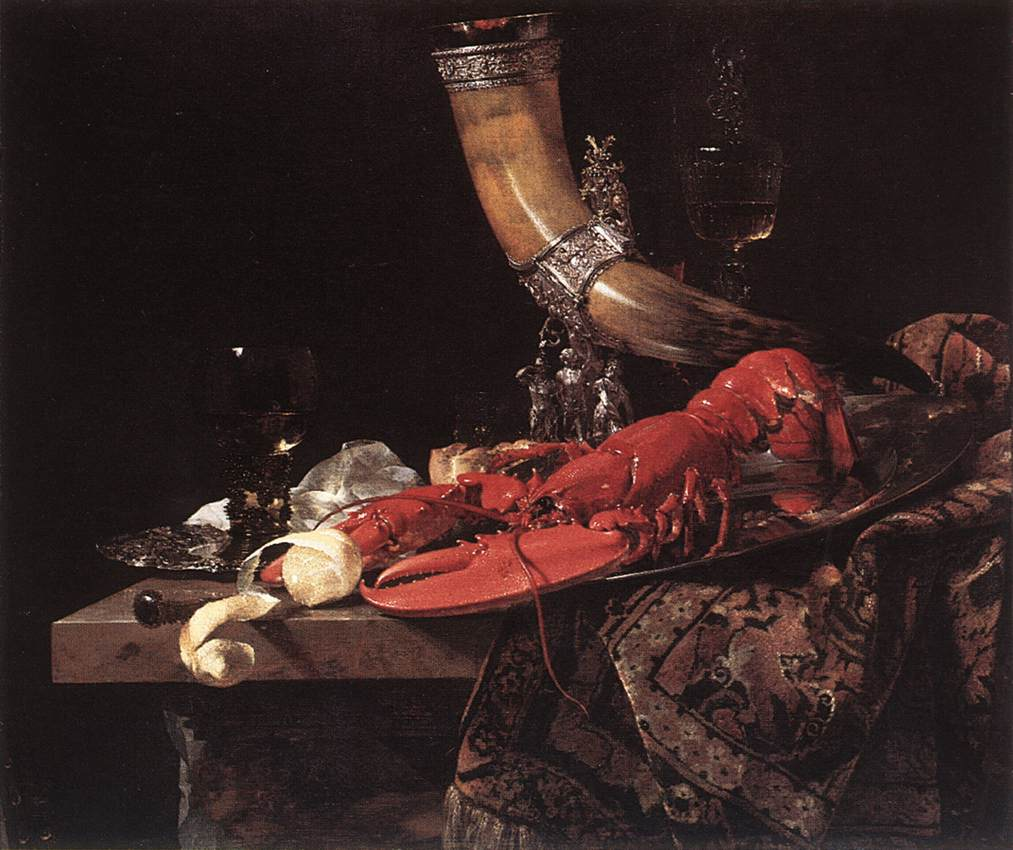
«Натюрморт з келихом-рогом». 1653 р.Національна галерея (Лондон)
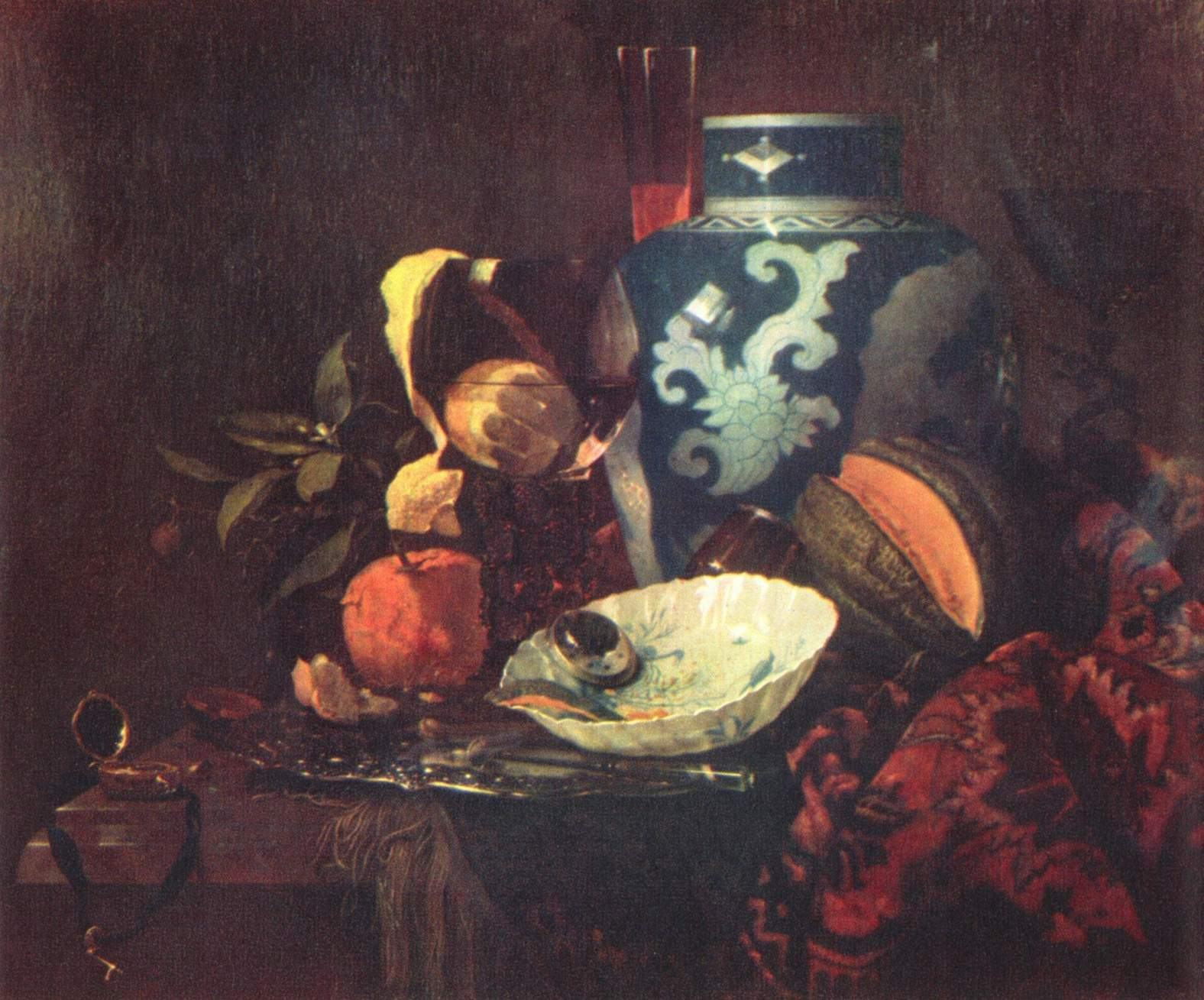
«Натюрморт з китайською вазою», 1560 р., Лувр
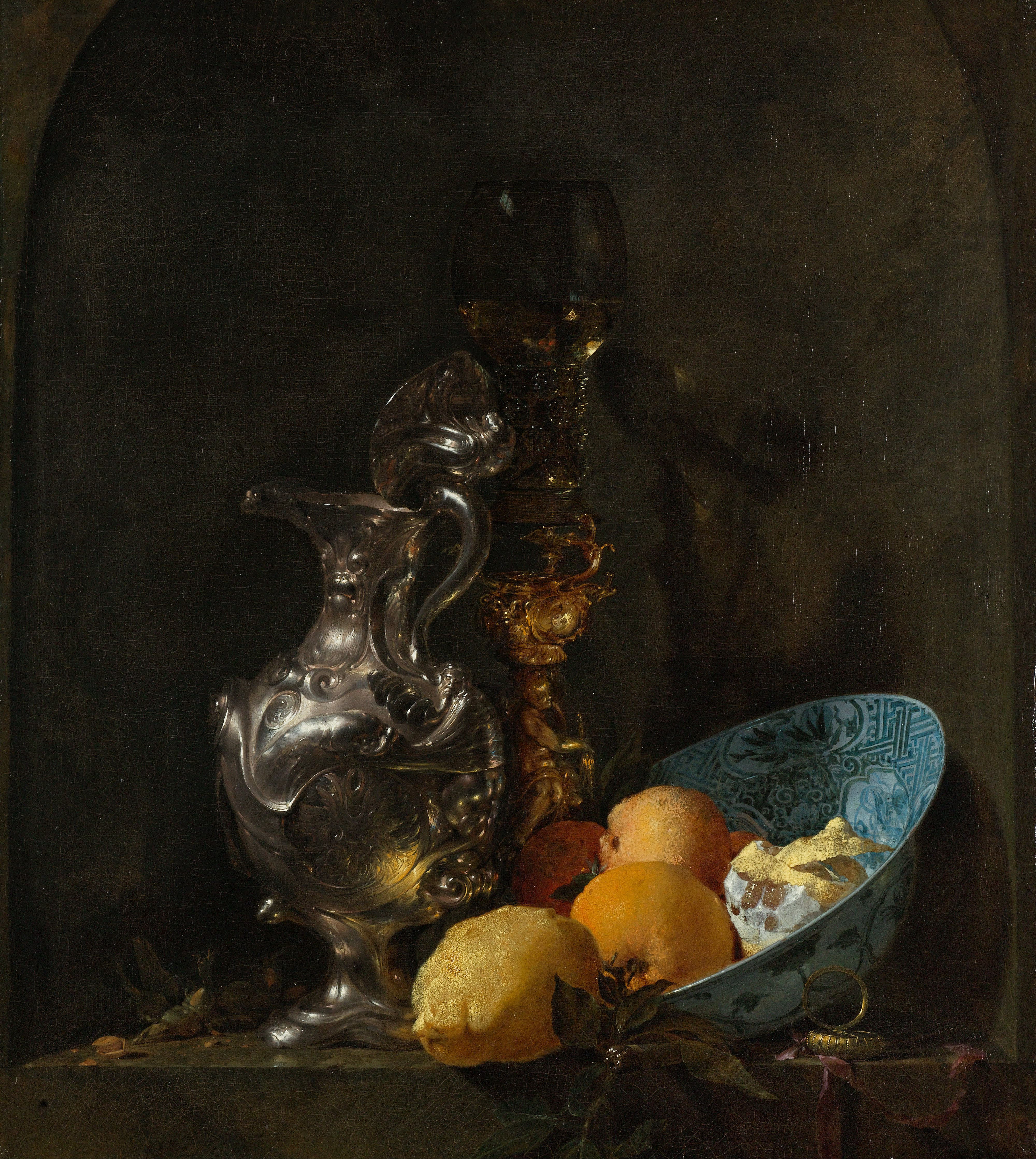
«Натюрморт зі срібним глечиком», 1655—1660, Державний музей, Амстердам